# Sáo ngực đỏ
Sáo ngực đỏ, Sáo sậu đầu trắng hay còn gọi là sáo đá Campuchia (danh pháp khoa học: Acridotheres burmannicus) là một loài chim trong họ Sturnidae.

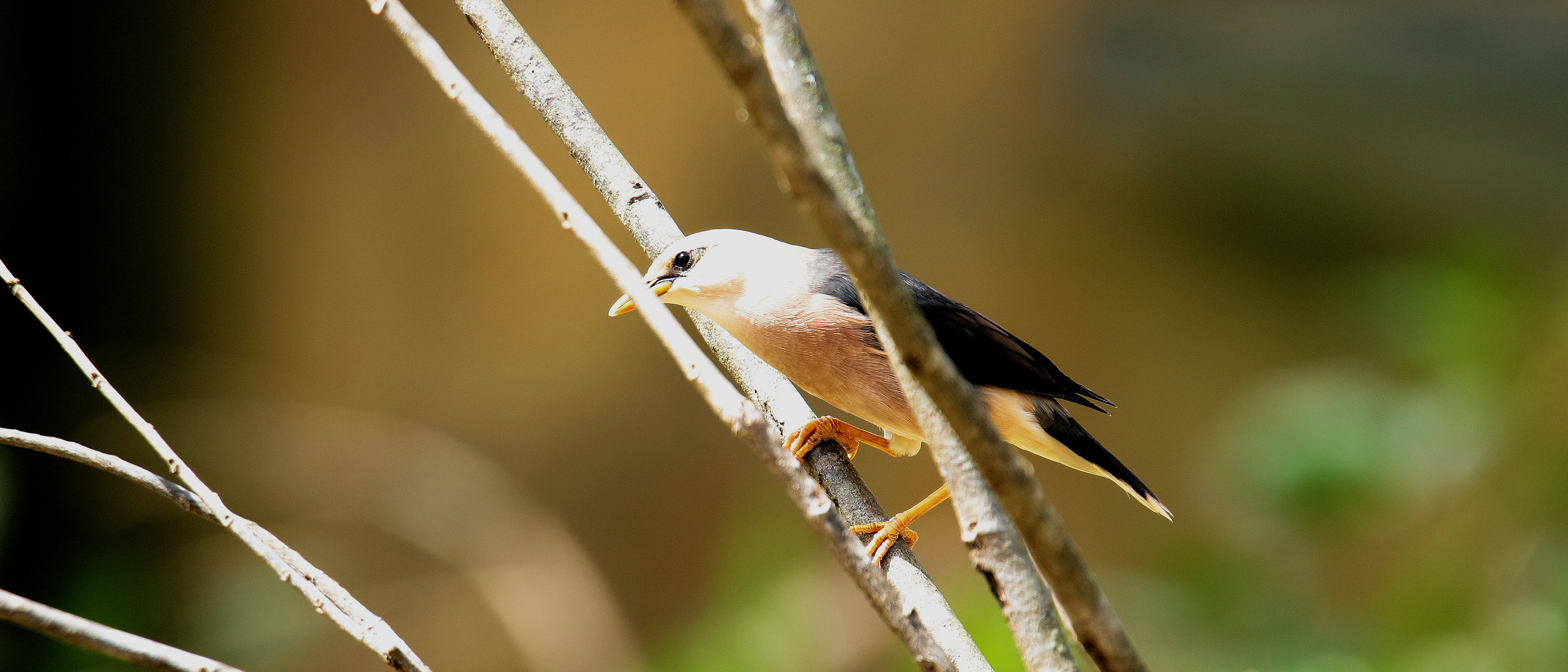
Sáo sâu đầu trắng